# Hyeronimus Mercurialis

De morbis muliebribus

Hyeronimus Mercurialis (1530-1606) fou un filòleg italià i metge, la seua obra més famosa fou De Arte Gymnastica

## Biografia
Nasqué a la ciutat de Forlì, fill de Giovanni Mercurialis, també metge, fou educat a Bolonya i Pàdua i Venècia, i es va doctorar en 1555. Fou enviat en missió política a Roma. El Papa en aquell moment era Pau IV.
Junt amb Vergeri i Vittorino da Feltre, culmina el moviment de renovació pedagògica que ocorregué al renaixement. La seua aportació més important consistí en la recuperació de les idees que Galé tenia amb relació a la cura del cos humà, que junt a aportacions pròpies, retornà el valor que havia perdut durant l'edat mitjana, a l'activitat física com a mitjà per a conservar la salut.

## Obra

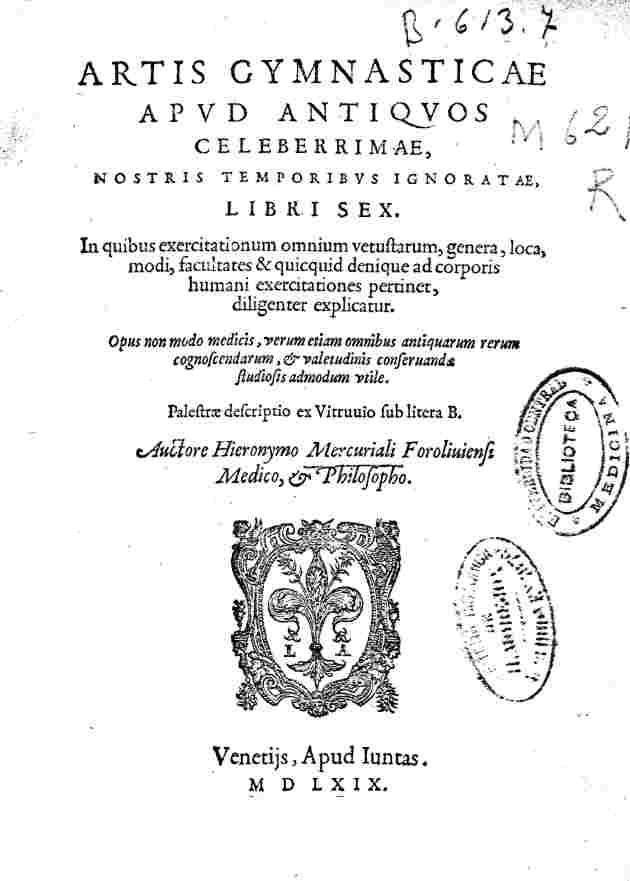
Portada de Artis gymnasticae apud antiquos celeberrimae, nostris temporis ignoratae, libri sex

- Nomothesaurus, seu ratio lactandi infantes, Pàdua, 1552
- De arte gymnastica seis tomos, Venècia, 1569, amb figures de Coriolan
- Variarum lectionum cuatro tomos, Venècia, 1571; Bâle, 1576, ampliat amb un cinquè tom; Venècia, 1588 i següents, enriquit amb un sisè tom
- Repugnantia quâ pro Galeno strenuè pugnatur, Venècia, 1572
- Artis gymnasticae apud antiquos celeberrimae, nostris temporis ignoratae, libri sex. Venedig, 1569. Kritische Edition: Girolamo Mercuriale: De arte gymnastica. The Art of Gymnastics, Edizione critica a cura di Concetta Pennuto, traduït a l'anglès per Vivian Nutton, Florencia 2008 ISBN 978-88-222-5804-5
- De morbis cutaneis, et omnibus corporis humani excrementis tractatus locupletissimi..., Venècia, 1572 edició de Paul Ricardi
- De pestilentia, Venècia, 1577
- De morbis puerorum tractatus locupletissimi..., Venècia, 1583
- De venenis, et morbis venenosis tractatus locupletissimi..., Venècia, 1584
- De morbis muliebribus libri, Venècia, 1587
- De venenis, et morbis venenosis tractatus locupletissimi, Venècia, 1588
- De morbis puerorum tractatus locupletissimi, Venècia, 1588
- Commentarii eruditissimi in Hippocratis prognostica..., ou Prælectiones Pisanæ, Venècia, 1597
- Variarum lectionum, in medicinae scriptoribus & aliis, libri sex, 1598
- Medicina pratica, Francfort, 1601, ed. de Pierre de Spina
- In omnes Hippocratis aphorismos prælectiones Patavinæ..., ed. de Maximilien Mercuriale, fill de Jérôme, Bolonya, 1619
- In secundum librum epidemicorum Hippocratis prælectiones Bononienses, Forli, 1626
- Opuscula aurea et selectiora, Venècia, 1644